# Silvius (geslacht)
Silvius is een vliegengeslacht uit de familie van de dazen (Tabanidae).

## Soorten
- S. abdominalis Philip, 1954
- S. algirus Meigen, 1830
- S. alpinus (Scopoli, 1763)
- S. appendiculatus Macquart, 1846
- S. ceras (Townsend, 1897)
- S. gigantulus (Loew, 1872)
- S. inflaticornis Austen, 1925
- S. latifrons Olsufjev, 1937
- S. microcephalus Wehr, 1922
- S. notatus (Bigot, 1892)
- S. philipi Pechuman, 1938
- S. pollinosus Williston, 1880
- S. quadrivittatus (Say, 1823)
- S. sayi Brennan, 1935
- S. variegatus (Fabricius, 1805)